# Fort Wawer

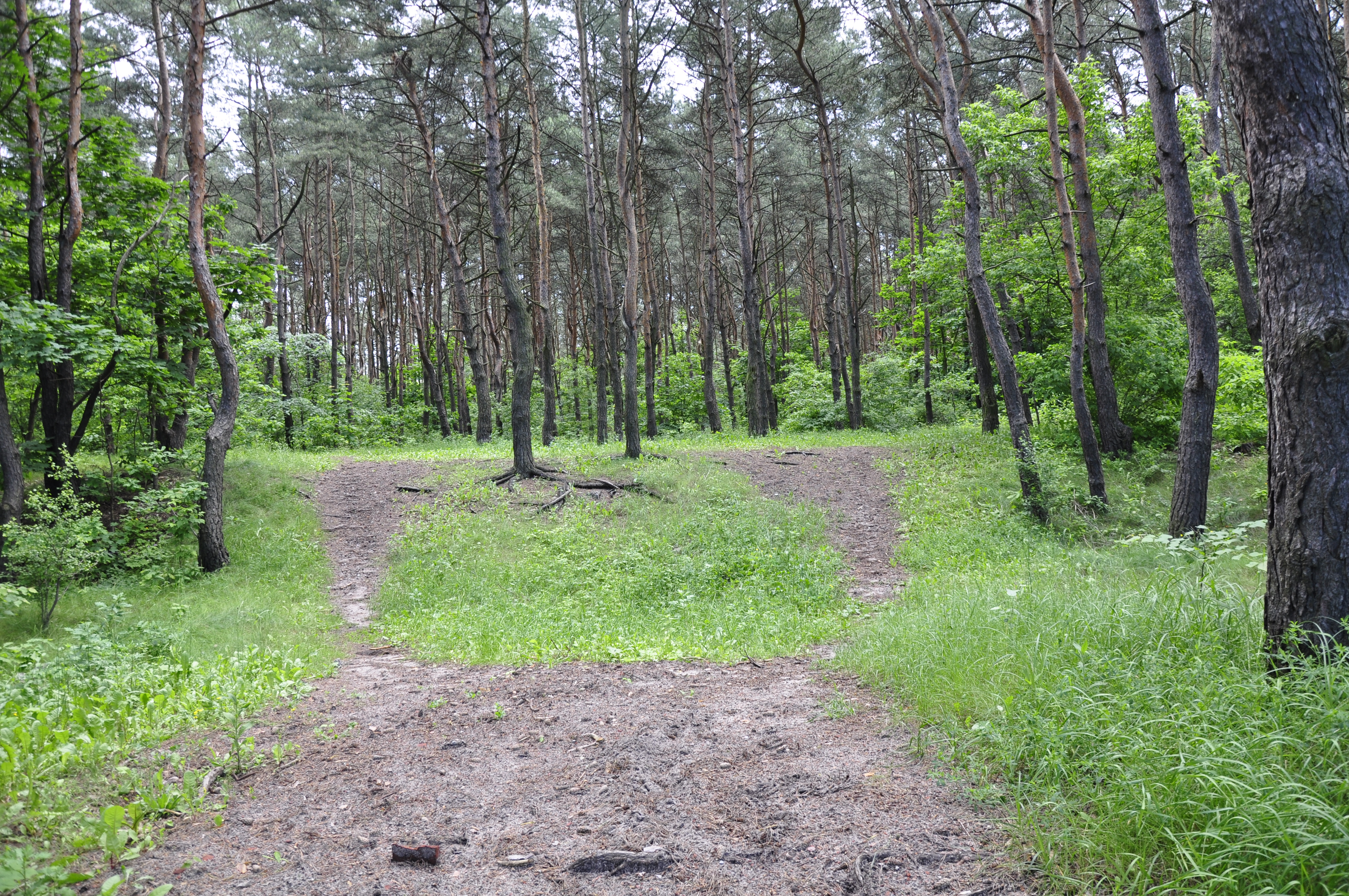
Der heutige Waldpark „Las Matki Mojej“ anstelle des Forts. Erkennbar sind noch Reste der Wälle der alten Anlage

Das Fort Wawer (auch Fort „Suworow“ genannt) war eines von 17 Forts der Festung Warschau. Es lag auf der ostwärtigen Weichselseite und wurde in den 1890er Jahren im Gebiet der damaligen Ortschaft Wawer (mittlerweile ein Stadtteil von Warschau), errichtet. Das Fort existiert nicht mehr, heute befindet sich an seiner Stelle ein Waldpark.

## Geschichte
Das Fort befand sich zwischen den heutigen Straßen Łysakowski, Bychowski, Strus und Akwarelowa. Es umfasste innerhalb des Grabens eine Fläche von etwa 20.000 Quadratmetern. Das Fort gehörte zu den Verteidigungsanlagen der Festung Großraum Warschau, die nach Osten sicherten. Es war Bestandteil der Ostflanke des Festungsdreiecks Warschau, Zagrze und Modlin, und verband die Warschauer Festungsanlagen mit denen in Zegrze. Auch diente es der Sicherung der in unmittelbarer Nähe verlaufenden Weichseltal-Bahnlinie.
Baudatum und Architekt des Forts sind nicht mit Sicherheit zu bestimmen. Vermutlich wurde es 1892 bis 1894 unter Konstanty Wieliczko errichtet. Die Anlage wurde auf einem vormaligen Friedhof der dortigen Augsburger evangelisch-lutherischen Glaubensgemeinschaft errichtet, die gemäß vorhandenen Unterlagen das Grundstück an die russischen Behörden verkaufte. Nach Fertigstellung wurde die Verteidigungsanlage als Fort Suworow bezeichnet.
Als Folge des Beschlusses vom 31. Januar 1909, die Warschauer Festungsanlagen aufzugeben, wurde das Fort in Wawer im Sommer 1919 geräumt und bald darauf mit der Schleifung begonnen. Der Abriss wurde im folgenden Sommer gestoppt, um die noch vorhandenen Befestigungsteile zur Verteidigung gegen die Rote Armee nutzen zu können. Das Fort wurde so für kurze Zeit Bestandteil der dritten Verteidigungslinie Warschaus. Die provisorische Wiederinstandsetzung wurde von General Wladyslaw Wejtko betreut und am 13. August 1920 abgeschlossen. Bis Oktober 1920 blieben hier polnische Truppen stationiert; es wurden auch weitere Befestigungsarbeiten durchgeführt. Am 22. Oktober 1920 erging von General Wacław Iwaszkiewicz-Rudoszański Befehl, die Anlage endgültig zu verlassen und zu zerstören.
Im Jahr 1936 wurde per Dekret des polnischen Präsidenten Ignacy Mościcki vom 29. September das Gesamtareal (Fort zuzüglich Esplanade und Umgebung) umgewidmet. 7 Hektar wurden der Ortschaft Wawer zum Nutzen der Allgemeinheit übergeben, 13 Hektar wurden an Unternehmen und Privatpersonen veräußert. Der damals Wawer zufallende Teil bildet den Kern des später angelegten und heute 14 Hektar großen Waldparks „Las Matki Mojej“.
Während der Besetzung Warschaus im Zweiten Weltkrieg diente der Ort als eine geheime Ausbildungsstätte für Offizieranwärter der polnischen Untergrundarmee. Der heutige Wald entstand als Ergebnis von Anpflanzungsarbeiten dieser Einheiten. Der Name des Waldparkes („Wald meiner Mutter“) bezieht sich auf die Mütter der Widerstandskämpfer.

## Einzelnachweise und Anmerkungen

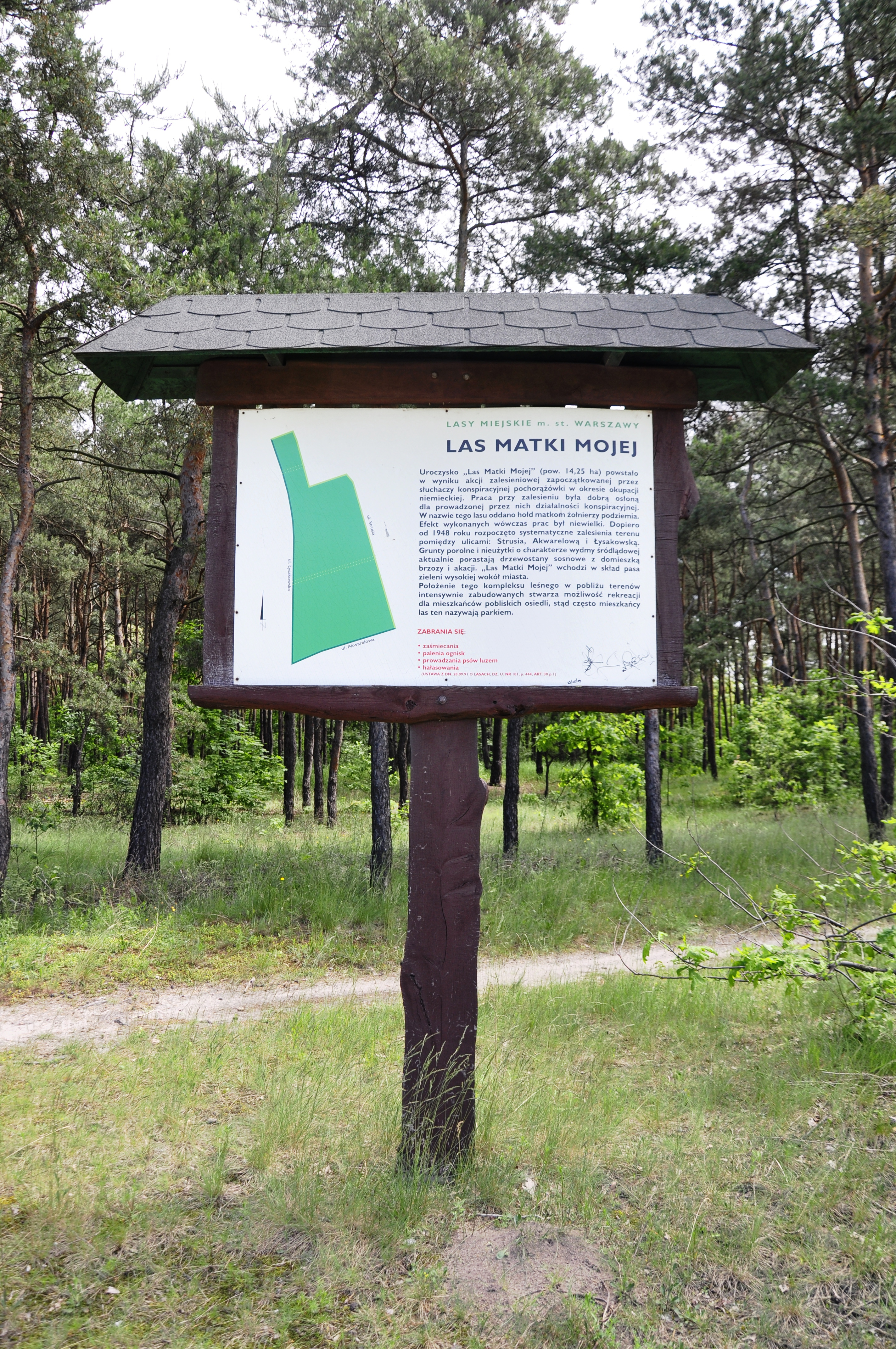
Informationstafel zur Geschichte des Waldparks „Las Matki Mojej“
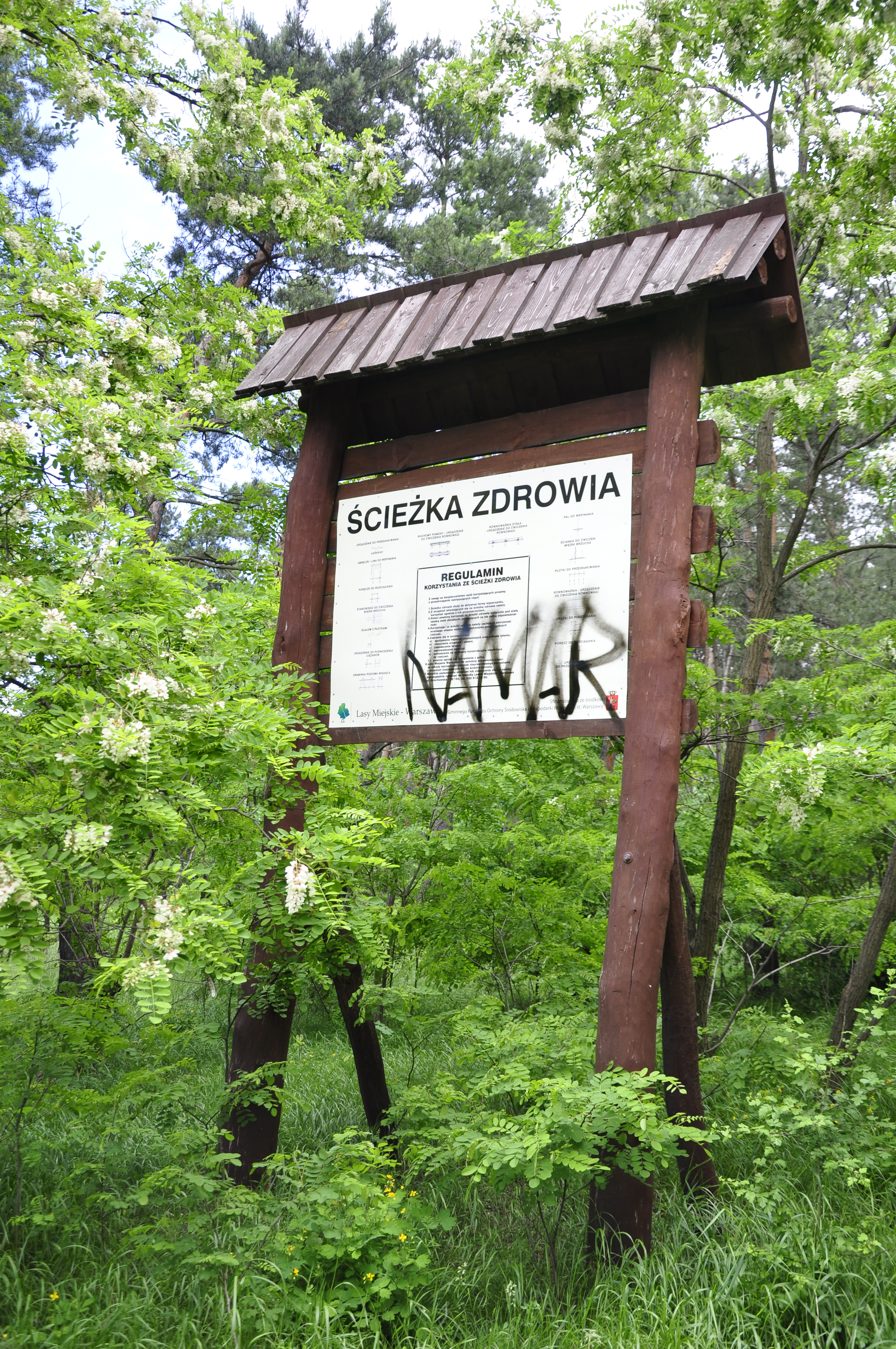
Hinweisschild zur Nutzung des im Wald angelegten Fitness-Pfades